# Distrito de Alto Nanay
El Distrito peruano de Alto Nanay es uno de los 11 distritos de la Provincia de Maynas, ubicada en el Departamento de Loreto, perteneciente a la Región Loreto, Perú.
Desde el punto de vista jerárquico de la Iglesia católica forma parte del  Vicariato Apostólico de Iquitos.

## Geografía
La capital se encuentra situada a 101 m s. n. m. y cuenta con 845 habitantes.
En este distrito de la Amazonia peruana habita la etnia Zaparo, grupo Iquito, sin autodenominación

## Centros poblados
Nuevo Atalaya, San Antonio, Samito y Diamante Azul y Santa María del Alto Nanay.

## Historia
Distrito creado el 2 de julio de 1943.